# Shanghai Disney Resort
Shanghai Disney Resort è un parco a tema e resort situato a Shanghai, in Cina ed è il sesto resort Disney nel mondo, il secondo in Cina, ma il primo in Cina continentale (l'altro resort Disney in Cina è Hong Kong Disneyland, che si trova sull'isola di Lantau), che ha aperto le sue porte al pubblico il 16 giugno 2016.
Il resort si trova nel quartiere di Pudong, a pochi chilometri dall'aeroporto, ed è composto da un Magic Kingdom unico nel suo genere, il primo senza la classica "Main Street", un centro divertimenti "Disneytown", un enorme lago con annesso parco, il "Wishing Star Park", con negozi, ristoranti, ed un teatro, il "Walt Disney Grand Theather" in cui va in scena, da giugno 2018, il musical "La Bella e la Bestia", nuovo spettacolo in lingua cinese che va a sostituire il musical del "Re Leone", andato in scena dal 2016 al 2017.
Il resort ha 2 hotel, uno di fascia lusso (Shanghai Disneyland Hotel), situato di fronte all'enorme lago, ed uno di categoria turistica (Toy Story Hotel).
Shanghai Disney Resort, fin dalla sua inaugurazione, è diventato il parco a tema di maggior successo mai aperto in Cina.

## Storia

### Costruzione e costo del progetto
I lavori di costruzione del parco, annunciato nel 2010, sono iniziati nel 2011, dopo oltre un decennio di trattative tra la Disney ed il governo cinese.
Prima che venisse costruito il parco, l'area su cui è stato costruito il resort era abitata: vi erano villaggi, campi coltivati, negozi e alcune piccole fabbriche, ed era estremamente paludosa in alcuni punti. Prima che iniziassero i lavori di risistemazione dell'area, tutti i residenti della zona vennero ricollocati in una nuova zona, non molto distante da questa, in alcune nuove abitazioni (con il malumore di parecchi residenti, che non volevano abbandonare il loro villaggio), a spese della Disney e del governo cinese.
Ad aprile 2014, con la costruzione delle strutture verticali ormai avviata, la compagnia Disney e la Shendi, socia della Disney in questa operazione, hanno annunciato lo stanziamento di altri 800 milioni di dollari (in aggiunta ai 4,5 miliardi di dollari iniziali), portando il costo del parco a ben 5,3 miliardi di dollari, per far sì che il parco, sin dal primo giorno di apertura, abbia un numero ancora maggiore di attrazioni, spazi verdi e negozi. È la prima volta nella storia dei parchi a tema che si annuncia un ampliamento di queste proporzioni ancora prima di portare a termine un progetto ancora in costruzione.
L'enorme costo del progetto "Shanghai Disneyland", che negli ultimi mesi antecedenti all'apertura è lievitato ulteriormente di altre centinaia di milioni di dollari, ha portato la Disney a effettuare tagli per milioni di dollari in tutti gli altri parchi Disneyland del mondo.
Il 7 maggio 2016 il parco apre le sue porte esclusivamente per i Cast Member e le loro famiglie e amici: iniziano così i "Trial Operations", ovvero le giornate di prova del parco, in cui tutto è aperto e funzionante, ed il cui ingresso al parco è consentito esclusivamente su invito (sono stati stampati degli speciali biglietti di ingresso per l'occasione). Queste aperture anticipate sono necessarie per testare il funzionamento delle attrazioni, dei ristoranti, delle parate, ed iniziare a gestire il flusso delle persone all'interno del parco.

### Apertura
Shanghai Disneyland Resort ha aperto i suoi cancelli al pubblico, con una maestosa cerimonia di "Grand Opening", il 16 giugno 2016 alle ore 12.00, trasmessa in tutto il mondo in streaming su YouTube e anche su Disney Channel, in differita, il 3 luglio 2016, presentata da Sofia Carson. Alla manifestazione parteciparono grandi nomi dello spettacolo cinese tra i quali il pianista di fama mondiale Lang Lang che eseguì un arrangiamento personalizzato del tema "Let It Go" da "Frozen", e la superstar cinese della televisione e del cinema Sun Li. L'evento storico incluse il debutto di una canzone originale "Ignite the Dreamer Within", scritta appositamente per la grande apertura di Shanghai Disneyland. Il famoso compositore e direttore d'orchestra Tan Dun, noto per le sue colonne sonore per i film "La tigre e il dragone" e "Hero", guidò la Shanghai Symphony Orchestra.
Alla sua apertura il prezzo di ingresso per il parco variava dai ¥ 499 (circa € 69,00) nei mesi di luglio e agosto e tutti i fine settimana e festivi, ai ¥ 370 (circa € 52,00) dal lunedì al venerdì.
Nel primo anno di apertura si stimavano almeno 10 milioni di visitatori, alla fine ve ne sono stati oltre 11 milioni.

### Chiusure straordinarie
Il parco ha chiuso per la prima volta i suoi cancelli al pubblico il 10 Agosto 2019, a causa del passaggio del tifone Lekima.
Il 25 Gennaio 2020 la Disney, in accordo con il governo cinese e la Shendi, comproprietaria del parco, decide di chiudere a tempo indeterminato ed in via precauzionale tutto il resort, quindi parco a tema, ristoranti, hotel e Disneytown, a causa del SARS-CoV-2 che, scaturito dalla città di Wuhan, ha iniziato a diffondersi in tutta la Cina.
Il 10 Marzo 2020, dopo 45 giorni di chiusura, riaprono parzialmente, e con orari ridotti, solamente la Disneytown con alcuni negozi, il Wishing Star Park ed il Disneyland Hotel.
L'11 Maggio 2020, dopo 108 giorni di chiusura, il parco ha riaperto, con ingressi controllati e a capacità ridotta, riservato soltanto a circa 24.000 visitatori (il 30% degli 80.000 visitatori quotidiani) con l'obbligo di rispettare le norme sul distanziamento sociale su code, ristoranti e uso delle diverse attrazioni, come la misurazione della temperatura corporea, che è diventata obbligatoria, così come è richiesto il controllo del codice QR, il codice assegnato da una app sullo stato di salute, e l'utilizzo della mascherina.
L'1 Novembre 2021 il parco richiude a temporaneamente a causa di un contagiato trovato nel resort. Riaprirà i cancelli il 3 Novembre 2021.
Il 31 ottobre 2022, il resort chiude straordinariamente, secondo le direttive del governo cinese, per alcuni casi positivi all’interno del parco (circa 5-10 casi). Una volta data la notizia a tutti i visitatori che si trovavano all’interno della struttura, le guardie e tutto lo staff, hanno formato posti di blocco in tutto il parco, in modo da non consentire a nessuno di entrare o uscire dal resort. L’uscita dal parco era consentita solo dopo il risultato negativo di un tampone. 
Migliaia di persone sono rimaste bloccate nel complesso Disney.
Sono stati immediatamente allestiti, diversi centri tra le attrazioni per effettuare i tamponi.
Inoltre, è stata disposta una misura straordinaria, secondo la quale tutte le persone che avevano visitato il parco in quei giorni, dovevano sottoporsi ad un tampone al giorno per 3 giorni. Il Parco riaprirà il 25 novembre 2022 con elevate misure di sicurezza.

## Il parco a tema
Shanghai Disneyland, l'unico parco a tema presente attualmente nel resort, ha la classica impronta Disney ma riveduta e pensata per il pubblico cinese. Abbonda infatti l'acqua come elemento visivo e scenografico, ci sono vari richiami ai simboli dell'oroscopo cinese e piccoli templi cinesi immersi nel verde. Il parco è composto da 7 land, ovvero:
- Mickey Avenue
- Gardens of Imagination
- Fantasyland
- Tomorrowland
- Treasure Cove
- Adventure Isle
- Disney•Pixar Toy Story Land

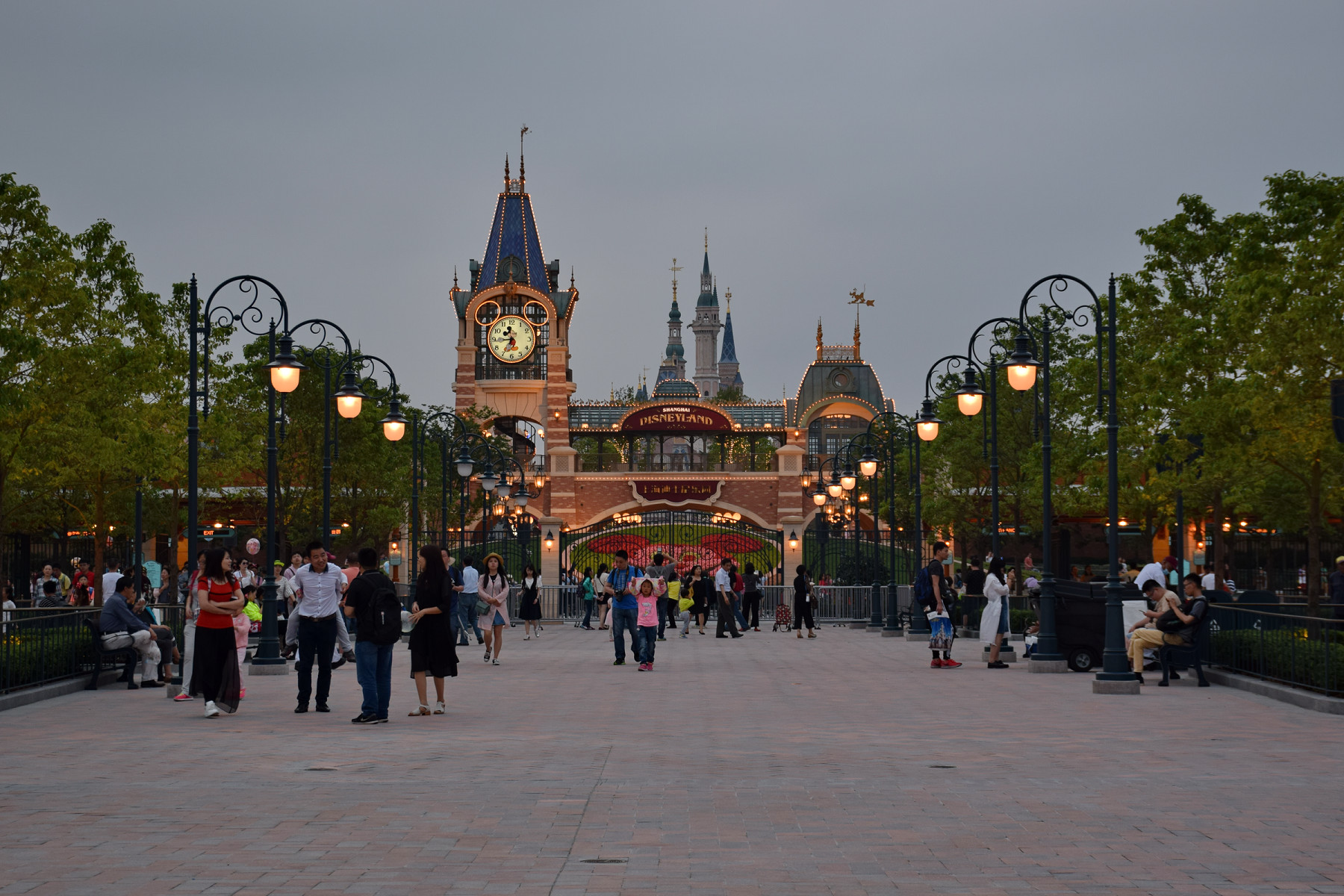
L'ingresso del parco Shanghai Disneyland.

Non vi è la classica "Main Street" (la riproduzione di una strada americana di inizi '900) presente in tutti gli altri parchi Disney, ma la "Mickey Avenue", una strada con negozi coloratissimi che rappresenta la città dove vivono e lavorano i personaggi Disney. Si trovano qui, tra gli altri, la pasticceria di "Remy" protagonista del film Ratatouille, dove gustare dolci francesi, il negozio di caramelle di Minnie, la gelateria "il Paperino", e il più grande negozio di souvenir del parco, "Avenue Arcade M", di "proprietá" di Topolino.
Il parco ospita al centro, come tradizione Disney, un castello, in questo caso chiamato Enchanted Storybook Castle, dedicato a tutte le principesse Disney, che, con i suoi 60 metri, è il più largo, il più alto ed il più elaborato castello mai costruito in un parco Disney, con al suo interno un ristorante, un punto d'incontro con tutte le principesse Disney (meet and greet), vari percorsi interattivi, una "Bibbidi Bobbidi Boutique", dove le bimbe possono vestirsi e truccarsi come la loro principessa preferita, ed un'attrazione di tipo dark ride, "Voyage to the Cristal Grotto", parzialmente ubicata nei sotterranei del castello stesso, che si sviluppa a bordo di piccole imbarcazioni, e che si svolge sia all'interno (per la parte finale) che all'esterno.
Altre novità esclusive per questo parco sono una land completamente dedicata ai "Pirati dei Caraibi", denominata "Treasure Cove", con attrazione principale la classica dark ride dei parchi Disney "Pirates of the Caribbean" in una veste completamente nuova, creata e realizzata con l'impiego di nuovissime tecnologie esclusive per questo parco, un'esperienza totalmente differente rispetto alle altre versioni degli altri parchi Disney del mondo; infatti, è la prima attrazione del franchise ad essere basata sul film Pirati dei Caraibi - Ai confini del mondo. Il nome di questa attrazione è stato rivelato a marzo 2014 ed è "Pirates of the Caribbean: Battle for the Sunken Treasure".
Altra grossa novità riguarda la zona "Tomorrowland" del parco, che non ha le "Space Mountain", classico roller coaster al buio avente come tema lo spazio, presente in tutti gli altri parchi Disney. Al suo posto, altra novità esclusiva, un roller coaster, sempre al buio, ma con tema ispirato al film Tron Legacy, i cui passeggeri viaggiano a tutta velocità a bordo di motociclette futuristiche, il cui percorso, oltre che all'interno dell'edificio, si svolge anche all'esterno. Il roller coaster è il più veloce fra tutti quelli degli altri parchi Disney e fu aperto anche a Walt Disney World il 4 aprile 2023 accanto all'attrazione originale Space Mountain.
Altre attrazioni sono il roller coaster "Seven Dwarfs Mine Train" dei 7 nani nella zona di "Fantasyland", ovvero una copia di quello aperto a maggio 2014 a Walt Disney World, e una spedizione su fiumi tortuosi tra foreste e dinosauri a bordo di gommoni denominata "Roaring Rapids", nella zona "Adventure Isle", dove si va alla scoperta di un mostruoso ed enorme coccodrillo venerato e temuto dalla popolazione.
Sempre ad "Adventure Isle", in un tempio-osservatorio Abori, la "popolazione locale" che ha abitato quella terra, nascosto nella foresta, troveremo "Soaring over the Horizons", attrazione già presente nei parchi americani. 
Anche nella versione di Shanghai si "vola" su tutto il mondo, sui maggiori simboli delle città, tra cui la Grande Muraglia Cinese.
Mentre nei parchi americani il filmato si conclude con i fuochi d'artificio che esplodono rispettivamente sul castello della Bella Addormentata (nella Disneyland di Anaheim) e sulla sfera di Epcot (nel parco Epcot di Disney World), qui il filmato si conclude con i fuochi d'artificio sulla città di Shanghai.
Altre attrazioni presenti sono le classiche dark-ride di Peter Pan, con l'utilizzo di nuovi vagoni inverted-coaster, e le classiche "tazze", ma a tema vasetti di miele di Winnie the Pooh, un labirinto ispirato al film Alice in Wonderland di Tim Burton (quindi diverso da quello presente a Disneyland Paris, ispirato al Classico del 1951), mentre a "Tomorrowland" troviamo una nuova attrazione, ovvero una fusione tra "Toy Story Midway Mania" e "Buzz Lightyear", oltre che al nuovo "Jet Pack", che dà l'impressione di volare nel vuoto dello spazio.

### Novità
Il 26 aprile 2018, Shanghai Disney Resort ha aperto "Disney•Pixar Toy Story Land", la settima land a tema di Shanghai Disneyland, in seguito ad una grande cerimonia d'apertura presenziata dal presidente e amministratore delegato della Disney, Bob Iger, da altri capi Disney e da funzionari del governo locale e ospiti provenienti da tutta la Cina. È la prima grande espansione del parco a tema da quando è stato inaugurato nel giugno 2016.
Il 14 giugno 2018 è stato presentato al pubblico un nuovo musical in cinese mandarino ispirato a La Bella e la Bestia, prima di essere aperto al pubblico il giorno seguente. Lo spettacolo va in scena nel Walt Disney Grand Theatre da 1.200 posti nell'area commerciale e di intrattenimento del Resort, Disneytown. Questo musical fa seguito alla versione mandarina del Il Re Leone, che ha debuttato a giugno 2016, ma ha faticato a vendere i biglietti per la sua corsa di 500 spettacoli prima di chiudere definitivamente a ottobre 2017.
Il 23 gennaio 2019 il parco ha annunciato una nuova espansione con la costruzione di un'intera area del parco avente come tema il film Zootropolis, la prima land con questo tema in qualsiasi Parco Disney. L'area includerà un'attrazione che darà vita al mondo e ai personaggi del film, con il quartier generale del dipartimento di polizia di Zootropolis, una strada per lo shopping e una ricostruzione in scala della città vista nel film. Sarà la seconda nuova area aggiunta a Shanghai Disney Resort dall'inaugurazione del 2016. Lo sviluppo fa seguito all'enorme successo raggiunto dal film d'animazione in Cina, dove ha battuto ogni record al botteghino diventando il film d'animazione con il più alto incasso mai realizzato in assoluto nel paese. Il successo del film ha portato al successo di vendita di merchandise a tema, tra i quali giochi digitali interattivi, in tutto il mercato cinese.